# La carica delle patate
La carica delle patate è un film del 1979 diretto da Walter Santesso.

## Trama
Venezia. La banda infantile dei "Leoni di S. Marco" ha costruito un piccolo forte per marcare il territorio verso la analoga banda avversaria degli "Sparvieri della Laguna". Nel forte ospitano anche dei gatti randagi. Un giorno la piccola Anna, mentre gioca e si fa fotografare con il gattino Napoleone, viene aggredita, derubata del gatto e lasciata in grave depressione psichica. I Leoni, radunati in consiglio dal capo Marco Primo, decidono di svolgere indagini per mezzo dell'investigatore privato Sette Per Sette. Grazie al coraggio di Peppino che insegue uno sconosciuto gigantesco, che viene chiamato l'Orco, si scopre che i gatti vengono portati presso un circo il cui direttore sta cercando di far camminare i gatti sull'acqua e realizzare un numero di sicura attrazione. Sette Per Sette, recatosi al circo per indagare, viene fatto prigioniero ma riesce ugualmente a far pervenire un piano d'azione tramite il nano Janez, membro del circo pentito. Questa volta anche gli Sparvieri offrono la loro alleanza ai Leoni che l'accettano, e la grossa banda di ragazzini sgomina gli uomini dell'Orco con una scarica di patate marce.

## Riconoscimenti
- Giffoni Film Festival 1979
  - Miglior film